# USS Tularosa (AOG-43)
USS Tularosa (AOG-43) był amerykańskim tankowcem typu Mettawee z okresu II wojny światowej.
Stępkę jednostki, pod starym oznaczeniem MC hull 2069, położono 31 października 1944 w stoczni East Coast Shipyard Inc. w Bayonne (stan New Jersey). Zwodowano go 17 grudnia 1944, matką chrzestną była Patricia Hefferman. Jednostka została nabyta przez US Navy 4 stycznia 1945 i weszła do służby 10 stycznia w New York Navy Yard, pierwszym dowódcą został Lt. (jg.) Rex Montgomery Stagner.

## Służba w czasie II wojny światowej
Po dziewiczym rejsie po wodach zatoki Chesapeake, który rozpoczął się 4 lutego 1945, okręt wyruszył na południe. 9 marca on i trałowiec "Dour" (AM-223) wyszedł w kierunku Bermudów. 12 marca okręt zakotwiczył koło St. George's Island by wyładować beczki nafty.

### Operacje na Pacyfiku
Kilka dni później okręt zawinął na Arubę w celu pobrania benzyny i ropy. Następnie wyruszył w rejs przez Kanał Panamski w kierunku zachodniego wybrzeża USA. Do San Diego dotarł 8 kwietnia. Zachodnie wybrzeże USA opuścił 12 kwietnia i do Pearl Harbor dotarł 23 kwietnia.
W maju odbył rejs do portu Kanton Island na wyspach Feniks. Wrócił następnie 21 maja do Pearl Harbor. Przez resztę służby operował z Oʻahu przewożąc paliwo lotnicze i benzynę do wysp Johnston i Midway. Pełnił taką służbę do 1946. Pearl Harbor opuścił 30 stycznia. Wrócił na zachodnie wybrzeże USA 12 lutego.

## Wycofanie ze służby
Okręt został przydzielony do 12 Dystryktu Morskiego (ang. 12th Naval District) w celu rozdysponowania. "Tularosa" został zdezaktywowany i wycofany ze służby 23 kwietnia 1946. Jego nazwę skreślono z listy jednostek floty 21 maja 1946. Został przekazany Maritime Commission 28 sierpnia. Okręt pozostawał w składzie Suisun Bay Reserve Fleet do 7 stycznia 1964, gdy został sprzedany National Metal & Steel Corp. z Terminal Island (Kalifornia) za sumę 16 500 dolarów. Okręt został dostarczony kupcowi 23 stycznia 1964. Wkrótce potem został zezłomowany.